# Kai Owens
Kai Owens (ur. 16 sierpnia 2004) – amerykańska narciarka dowolna pochodzenia chińskiego, specjalizująca się w jeździe po muldach.
Po raz pierwszy na arenie międzynarodowej pojawiła się 19 grudnia 2018 roku w Winter Park, gdzie w zawodach Open zajęła 18. miejsce w muldach. Na mistrzostwach świata juniorów w Leysin w 2019 roku była szósta w muldach podwójnych.
W Pucharze Świata zadebiutowała 25 stycznia 2020 roku w Mont-Tremblant, gdzie zajęła 11. miejsce w muldach. Tym samym już w debiucie zdobyła pierwsze pucharowe punkty. Na podium zawodów tego cyklu pierwszy raz stanęła 5 lutego 2021 roku w Deer Valley, wygrywając rywalizację w muldach podwójnych. Wyprzedziła tam dwie rodaczki: Hannah Soar i Tess Johnson. W sezonie 2021/2022 zajęła trzecie miejsce w klasyfikacji muld podwójnych.
Na mistrzostwach świata w Ałmaty w 2021 roku zajęła szóste miejsce w muldach i dziesiąte w muldach podwójnych. Podczas rozgrywanych rok później igrzysk olimpijskich w Pekinie uplasowała się na dziesiątym miejscu w jeździe po muldach.

## Osiągnięcia

### Igrzyska olimpijskie
| Miejsce | Dzień    | Rok  | Miejscowość | Konkurencja      | Zwyciężczyni   |
| ------- | -------- | ---- | ----------- | ---------------- | -------------- |
| 10.     | 6 lutego | 2022 | Pekin       | Jazda po muldach | Jakara Anthony |

### Mistrzostwa świata
| Miejsce | Dzień   | Rok  | Miejscowość | Konkurencja      | Zwyciężczyni        |
| ------- | ------- | ---- | ----------- | ---------------- | ------------------- |
| 6.      | 8 marca | 2021 | Ałmaty      | Jazda po muldach | Perrine Laffont     |
| 10.     | 9 marca | 2021 | Ałmaty      | Muldy podwójne   | Anastasija Smirnowa |

### Puchar Świata

#### Miejsca w klasyfikacji generalnej
- sezon 2019/2020: 117.

Od sezonu 2020/2021 klasyfikacja jazdy po muldach jest jednocześnie klasyfikacją generalną.
- sezon 2020/2021: 4.
- sezon 2021/2022: 6.

#### Miejsca na podium w zawodach
1. Deer Valley – 5 lutego 2021 (muldy podwójne) – 1. miejsce
2. Ruka – 4 grudnia 2021 (jazda po muldach) – 3. miejsce
3. L’Alpe d’Huez – 18 grudnia 2021 (muldy podwójne) – 3. miejsce